# Chung kết Cúp C1 châu Âu 1973
Trận chung kết Cúp C1 châu Âu năm 1973 là trận chung kết thứ mười tám của Cúp các đội vô địch bóng đá quốc gia châu Âu, ngày nay là UEFA Champions League. Đây là trận đấu giữa Ajax Amsterdam của Hà Lan và Juventus F.C. của Ý trên sân vận động Crvena Zvezda, Belgrade, Nam Tư (nay là Serbia) vào ngày 30 tháng 5 năm 1973. Với bàn thắng duy nhất ở phút thứ tư của Johnny Rep, Ajax Amsterdam lần thứ 3 liên tiếp giành Cúp C1 châu Âu, qua đó giành vĩnh viễn chiếc cúp này.

## Chi tiết trận đấu
| Ajax   | 1–0 | Juventus |
| ------ | --- | -------- |
| Rep 5' |     |          |

| Ajax | Juventus |

| AJAX AMSTERDAM:                                 |    |                    |
|                                                 |    |                    |
| TM                                              | 1  | Heinz Stuy         |
| HV                                              | 2  | Wim Suurbier       |
| HV                                              | 3  | Barry Hulshoff     |
| HV                                              | 12 | Horst Blankenburg  |
| HV                                              | 5  | Ruud Krol          |
| TV                                              | 7  | Johan Neeskens     |
| TV                                              | 15 | Arie Haan          |
| TV                                              | 9  | Gerrie Mühren      |
| TĐ                                              | 16 | Johnny Rep         |
| TĐ                                              | 14 | Johan Cruijff (ĐT) |
| TĐ                                              | 11 | Piet Keizer        |
| Huấn luyện viên:                                |    |                    |
| Stefan Kovacs Trợ lý trọng tài Trọng tài thứ tư |    |                    |

| JUVENTUS:        |    |                       |          |     |
|                  |    |                       |          |     |
| TM               | 1  | Dino Zoff             |          |     |
| HV               | 2  | Sandro Salvadore (ĐT) |          |     |
| HV               | 3  | Gianpiero Marchetti   |          |     |
| HV               | 4  | Phápsco Morini        | Thẻ vàng |     |
| HV               | 5  | Silvio Longobucco     |          |     |
| TV               | 6  | Franco Causio         |          | 57' |
| TV               | 7  | Giuseppe Furino       |          |     |
| TV               | 8  | Fabio Capello         |          |     |
| TV               | 9  | José Altafini         |          |     |
| TĐ               | 10 | Pietro Anastasi       |          |     |
| TĐ               | 11 | Roberto Bettega       |          | 49' |
| Dự bị            |    |                       |          |     |
| TV               | 12 | Helmut Haller         |          | 49' |
| TV               | 13 | Antonello Cuccureddu  |          | 57' |
| Huấn luyện viên: |    |                       |          |     |
| Čestmír Vycpálek |    |                       |          |     |